# Рыбин, Валерий Васильевич
Валерий Васильевич Рыбин (4 мая 1941, Белосток — 13 января 2025, Санкт-Петербург) — член-корреспондент РАН, президент Санкт-Петербургского Северо-Западного Отделения Академии Инженерных Наук, заслуженный деятель науки Российской Федерации (2000), лауреат премии имени А. А. Бочвара.

## Биография
Родился 4 мая 1941 года в городе Белосток, Белоруссия.
В 1963 году окончил Ленинградский Государственный университет, специальность — физика.
С 1963 по 2009 годы (с перерывом в три года на обучение в аспирантуре ФТИ имени А. Ф. Иоффе) — работа в ЦНИИ конструкционных материалов «Прометей», где прошел путь от старшего научного сотрудника до заместителя директора по научной работе по радиационному материаловедению — начальника научно-производственного комплекса.
С 1997 по 2009 годы — первый заместитель генерального директора института по научной работе.
В 2003 году избран членом-корреспондентом РАН от Отделения химии и наук о материалах (секция наук о материалах).

### Научная и общественная деятельность
Область научных интересов — физическое материаловедение, новые конструкционные и радиационностойкие материалы, физика и технология наноматериалов.
Результатом выполненных фундаментальных и прикладных работ, стало разработка широкой гаммы экономнолегированных высокопрочных, хорошо свариваемых конструкционных материалов, работающих в экстремальных условиях, таких как:
- вторичнотвердеющие хром-никель-молибденванадиевые стали мартенситного класса, предназначенные для строительства корпусов глубоководной техники специального назначения;
- малоуглеродистые экономнолегированные хладостойкие стали ферритного и бейнитного классов с пределом текучести от 235 до 690 Н/мм2 для судов и крупногабаритных сварных конструкций нефтегазодобывающих платформ, работающих при предельно низких (до −60°С) температурах в условиях Арктического шельфа;
- прецизионные иллюминаторы и оптические фотолюки, работающие в видимой и ИК-области спектра для бортовых оптических приборов и систем;
- первая в мире высокопрочная, обладающая аномально быстрым спадом наведённой радиоактивности («малоактивируемая») с ресурсом, превышающим 100 лет, сталь для корпусов экологически безопасных АЭУ;
- ряд других конструкционных сталей и сплавов, в том числе на основе алюминия, титана, молибдена.

Член экспертного совета ВАК по металлургии, член трёх диссертационных докторских советов, заместитель председателя координационного совета РАН по проблеме «Исследование и создание конструкционных материалов для термоядерных реакторов», заместитель главного редактора журнала «Вопросы материаловедения», член редколлегий журналов РАН «Физика металлов и металловедение», «Металлы», «Письма ЖТФ», вице-президент Академии инженерных наук имени А. М. Прохорова.
Под его руководством защищено 6 кандидатских и 6 докторских диссертаций.
Соавтор 432 научных трудов, в том числе, 5 монографий, 3 брошюр, 58 изобретений.

Полное число цитирований (начиная с 1975 года) — 1447, индекс Хирша — 17.
Валерий Васильевич Рыбин скончался 13 января 2025 года в возрасте 83 лет.

## Награды
- Государственная премия СССР (за 1986 год, в составе группы) — за создание научных основ, разработку и промышленное внедрение технологических процессов скоростного термического упрочнения сталей и сплавов
- Заслуженный деятель науки Российской Федерации (2000)
- Почётная грамота Президента Российской Федерации (5 февраля 2024 года) — за заслуги в развитии отечественной науки, многолетнюю плодотворную деятельность и в связи с 300-летием со дня основания Российской академии наук[2]
- Премия имени  А. А. Бочвара (за 2005 год, совместно с В. А. Малышевским) — за совокупность работ «Новые высокопрочные хладостойкие свариваемые стали для работы в экстремальных условиях»